# 洛桑车站
洛桑车站（法語：Gare de Lausanne），是瑞士沃州洛桑市的一个火车站，为一重要的地区际车站。洛桑火车站为一通过式火车站，位于洛桑－日内瓦铁路、洛桑－奥尔滕铁路、辛普朗铁路的交汇处。
洛桑火车站途径的列车多由瑞士联邦铁路公司运营，也有法、德、意大利、西班牙的国际列车。